# Achaszeni
Achaszeni – wieś w Gruzji, w regionie Kachetia, w gminie Gurdżaani. W 2014 roku liczyła 2420 mieszkańców.